# カオリミクリヤ
カオリ ミクリヤ（かおり みくりや、1989年8月12日 - ）は、アメリカ合衆国ハワイ州生まれの女性ファッションモデル。レプロエンタテインメント所属。

## 略歴等
- 2008年9月　レプロガールズオーディション2008 in Hawaii（ハワイ大会）にてフライ賞を受賞。
- 趣味はアクセサリー作り、ペイント。

## 出演

### TV
- めざましテレビ 「MOTTOいまドキ!」（2009年4月 - 2010年3月、フジテレビ）

### 雑誌
- S Cawaii!（主婦の友社）

### ファッションショー
- Girls Award2010 S/S、A/W